# Bjørnsjøen

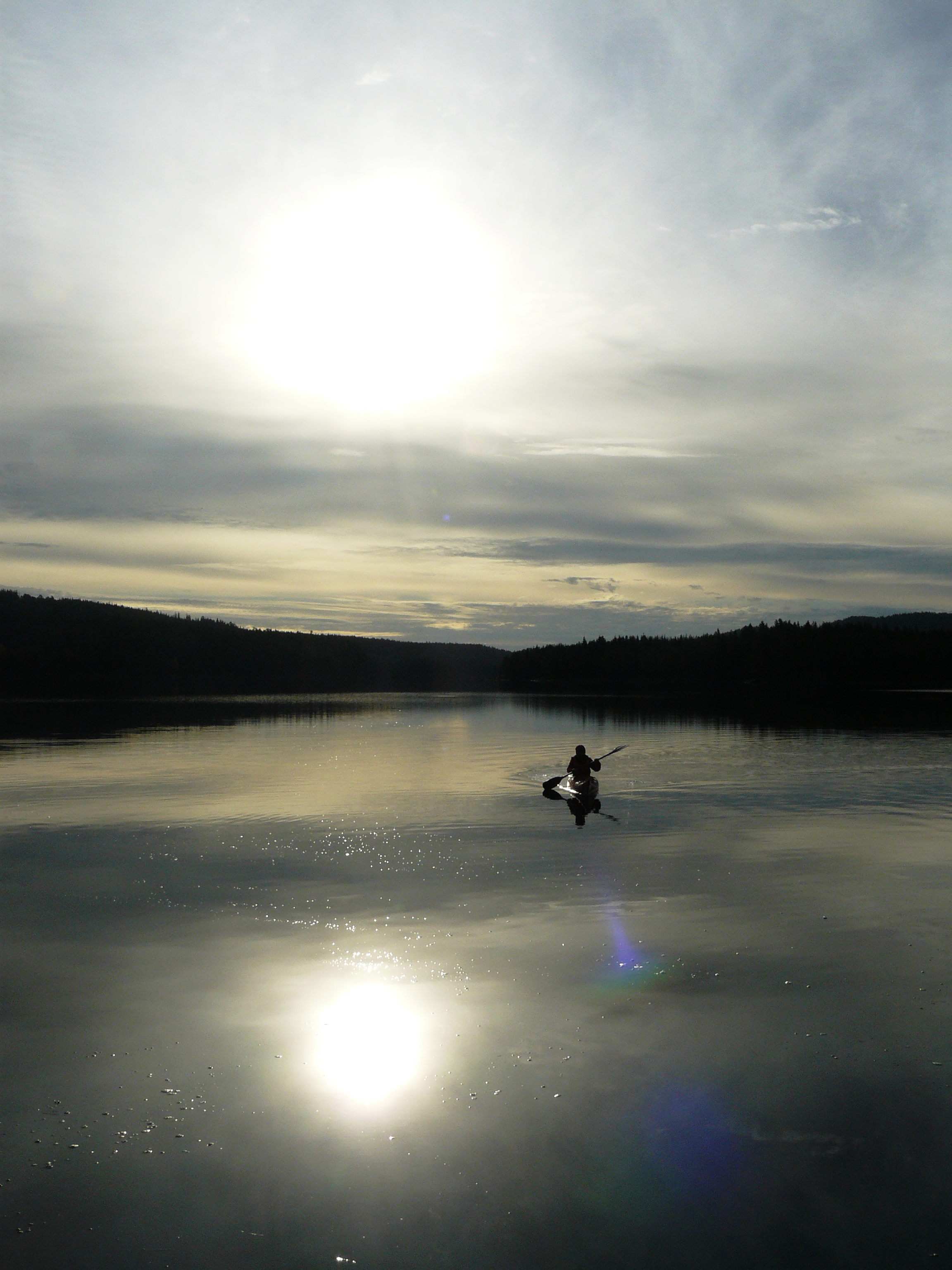
Kanufahren auf dem Bjørnsjøen

Bjørnsjøen ist ein See in Oslo in der Region Nordmarka. Der See hat eine Fläche von 2,53 km² und liegt 337 Meter über dem Meeresspiegel. Damit ist er einer der größten Seen von Oslo. Die maximale Tiefe beträgt 39 Meter.
Zwischen Kikutstua und Bjørnholt sowie zwischen Kikutstua und Ullevålseter gibt es im Winter Skiloipen, die über das Eis des Sees gehen.